# Chili op het wereldkampioenschap voetbal 1930
Chili was een van de landen die deelnam aan het Wereldkampioenschap 1930 in Uruguay. Chili strandde reeds in de poule-fase.

## Kwalificatie
De teams werden uitgenodigd door de FIFA om aan het kampioenschap mee te doen. Zodoende was er geen kwalificatie nodig om mee te doen aan de eerste Wereldkampioenschap voetbal. Dit was het enige WK waarvoor de landen zich niet hoefden te kwalificeren.

## Selectie
| Nummer / Naam | Nummer / Naam       | Geboortedatum | Caps | Goals | Club               | Duels | Goal | Kreeg geel | Kreeg voor de tweede keer geel en dus rood | Weggestuurd |
| Doel          | Doel                | Doel          | Doel | Doel  | Doel               | Doel  | Doel | Doel       | Doel                                       | Doel        |
| ------------- | ------------------- | ------------- | ---- | ----- | ------------------ | ----- | ---- | ---------- | ------------------------------------------ | ----------- |
|               | Roberto Cortés      | 02/02/1905    |      |       | CSD Colo-Colo      | 3     | 0    | –          | –                                          | –           |
|               | César Espinoza      | 28/09/1900    |      |       | Santiago Wanderers | 0     | 0    | –          | –                                          | –           |
| Verdediging   |                     |               |      |       |                    |       |      |            |                                            |             |
|               | Ernesto Chaparro    | 04/01/1901    |      |       | CSD Colo-Colo      | 2     | 0    | –          | –                                          | –           |
|               | Víctor Morales      | 10/05/1905    |      |       | CSD Colo-Colo      | 2     | 0    | –          | –                                          | –           |
|               | Ulises Poirier      | 02/02/1897    |      |       | La Cruz Valparaiso | 1     | 0    | –          | –                                          | –           |
|               | Guillermo Riveros   | 10/02/1902    |      |       | La Cruz Valparaiso | 1     | 0    | –          | –                                          | –           |
| Middenveld    |                     |               |      |       |                    |       |      |            |                                            |             |
|               | Arturo Coddou       |               |      |       | Fernández Vial     | 0     | 0    | –          | –                                          | –           |
|               | Humberto Elgueta    |               |      |       | Santiago Wanderers | 1     | 0    | –          | –                                          | –           |
|               | Horacio Muñoz       |               |      |       | Fernández Vial     | 0     | 0    | –          | –                                          | –           |
|               | Guillermo Saavedra  | 05/11/1903    |      |       | CSD Colo-Colo      | 3     | 0    | –          | –                                          | –           |
|               | Arturo Torres       | 20/10/1906    |      |       | CSD Colo-Colo      | 3     | 0    | –          | –                                          | –           |
|               | Casimiro Torres     | 1906          |      |       | CD Everton         | 2     | 0    | –          | –                                          | –           |
| Aanval        |                     |               |      |       |                    |       |      |            |                                            |             |
|               | Juan Aguilera       |               |      |       | Audax Italiano     | 1     | 0    | –          | –                                          | –           |
|               | Guillermo Arellano  | 21/08/1908    |      |       | CSD Colo-Colo      | 1     | 0    | –          | –                                          | –           |
|               | Tomás Ojeda         | 20/04/1910    |      |       | CD Antofagasta     | 2     | 0    | –          | –                                          | –           |
|               | Carlos Schneeberger | 21/06/1902    |      |       | CSD Colo-Colo      | 2     | 0    | –          | –                                          | –           |
|               | Guillermo Subiabre  | 25/02/1903    |      |       | CSD Colo-Colo      | 3     | 4    | –          | –                                          | –           |
|               | Carlos Vidal        | 24/02/1902    |      |       | Italiano Schwager  | 3     | 1    | –          | –                                          | –           |
|               | Eberardo Villalobos | 01/04/1908    |      |       | Rangers Osorno     | 3     | 0    | –          | –                                          | –           |
| Bondscoach    |                     |               |      |       |                    |       |      |            |                                            |             |
|               | György Orth         | 30/04/1901    |      |       |                    |       |      |            |                                            |             |

## Wereldkampioenschap

### Groep A
| Team       | Pld | W | D | L | GF | GA | Pts |
| ---------- | --- | - | - | - | -- | -- | --- |
| Argentinië | 3   | 3 | 0 | 0 | 10 | 4  | 6   |
| Chili      | 3   | 2 | 0 | 1 | 5  | 3  | 4   |
| Frankrijk  | 3   | 1 | 0 | 2 | 4  | 3  | 2   |
| Mexico     | 3   | 0 | 0 | 3 | 4  | 13 | 0   |

|                        |                           |           |        |                                                                                    |
| 16 juli 1930 14:45 uur | Chili                     | 3 – 0     | Mexico | Estadio Parque Central, Montevideo Toeschouwers: ~7,000 Scheidsrechter: Christophe |
| 16 juli 1930 14:45 uur | Subiabre 3' 52' Vidal 65' | (Verslag) |        | Estadio Parque Central, Montevideo Toeschouwers: ~7,000 Scheidsrechter: Christophe |

|                        |              |           |           |                                                                             |
| 19 juli 1930 12:50 uur | Chili        | 1 – 0     | Frankrijk | Estadio Centenario, Montevideo Toeschouwers: ~50,000 Scheidsrechter: Tejada |
| 19 juli 1930 12:50 uur | Subiabre 65' | (Verslag) |           | Estadio Centenario, Montevideo Toeschouwers: ~50,000 Scheidsrechter: Tejada |

|                        |                                 |           |              |                                                                               |
| 22 juli 1930 14:45 uur | Argentinië                      | 3 – 1     | Chili        | Estadio Centenario, Montevideo Toeschouwers: ~35,000 Scheidsrechter: Langenus |
| 22 juli 1930 14:45 uur | Stábile 12' 39' M. Evaristo 81' | (Verslag) | 15' Subiabre | Estadio Centenario, Montevideo Toeschouwers: ~35,000 Scheidsrechter: Langenus |

FFCh · A-internationals · Selecties · Bondscoaches · Chileens vrouwenelftal · Olympisch elftal · Chili U21 · Chili U20 · Chili U19 · Chili U18 · Chili U17
1910 – 1919 ·
1920 – 1929 ·
1930 – 1939 ·
1940 – 1949 ·
1950 – 1959 ·
1960 – 1969 ·
1970 – 1979 ·
1980 – 1989 ·
1990 – 1999 ·
2000 – 2009 ·
2010 – 2019 ·
2020 – 2029
WK 1930 · 
WK 1950 · 
WK 1962 · 
WK 1966 · 
WK 1974 · 
WK 1982 · 
WK 1998 · 
WK 2010 · 
WK 2014
OS 1928 · 
OS 1952 · 
OS 1984 · 
OS 2000
1910 · 
1911 · 1912 · 
1913 · 
1914 · 1915 · 
1916 · 
1917 · 
1918 · 
1919 · 
1920 · 
1921 · 
1922 · 
1923 · 
1924 · 
1925 · 
1926 · 
1927 · 
1928 · 
1929 · 
1930 · 
1931 · 1932 · 1933 · 1934 · 
1935 · 
1936 · 
1937 · 
1938 · 
1939 · 
1940 · 
1941 · 
1942 · 
1943 · 1944 · 
1945 · 
1946 · 
1947 · 
1948 · 
1949 · 
1950 · 
1951 · 
1952 · 
1953 · 
1954 · 
1955 · 
1956 · 
1957 · 
1958 · 
1959 · 
1960 · 
1961 · 
1962 · 
1963 · 
1964 · 
1965 · 
1966 · 
1967 · 
1968 · 
1969 · 
1970 · 
1971 · 
1972 · 
1973 · 
1974 · 
1975 · 
1976 · 
1977 · 
1978 · 
1979 · 
1980 · 
1981 · 
1982 · 
1983 · 
1984 · 
1985 · 
1986 · 
1987 · 
1988 · 
1989 · 
1990 ·
1991 · 
1992 · 
1993 · 
1994 · 
1995 · 
1996 · 
1997 · 
1998 · 
1999 · 
2000 · 
2001 · 
2002 · 
2003 · 
2004 · 
2005 · 
2006 · 
2007 · 
2008 · 
2009 · 
2010 · 
2011 · 
2012 · 
2013 · 
2014 · 
2015 · 
2016 ·
2017 ·
2018 ·
2019 ·
2020 ·
2021 ·
2022 ·
2023 ·
2024
Albanië ·
Algerije ·
Argentinië ·
Armenië ·
Australië ·
België ·
Bolivia ·
Bosnie en Herzegovina ·
Brazilië ·
Bulgarije ·
Burkina Faso ·
Canada ·
China ·
Colombia ·
Costa Rica ·
Cuba ·
DDR ·
Denemarken ·
Dominicaanse Republiek ·
Duitsland ·
Ecuador ·
Egypte ·
El Salvador · 
Engeland ·
Estland ·
Finland ·
Frankrijk ·
Ghana · 
Griekenland ·
Guatemala ·
Guinee ·
Haïti ·
Honduras ·
Hongarije ·
Ierland ·
IJsland ·
Irak ·
Iran ·
Israël ·
Italië ·
Ivoorkust ·
Jamaica ·
Japan ·
Joegoslavië ·
Kameroen ·
Kroatië ·
Litouwen ·
Marokko ·
Mexico ·
Nederland ·
Nieuw-Zeeland · 
Noord-Ierland ·
Noord-Korea ·
Oekraïne · 
Oman · 
Oostenrijk ·
Palestina ·
Panama · 
Paraguay ·
Peru ·
Polen ·
Portugal · 
Qatar ·
Roemenië · 
Rusland ·
Saoedi-Arabië ·
Schotland ·
Senegal ·
Servië ·
Slowakije ·
Sovjet-Unie ·
Spanje ·
Togo ·
Trinidad en Tobago ·  
Tsjecho-Slowakije ·
Tunesië · 
Turkije · 
Uruguay ·
Venezuela ·
Verenigde Arabische Emiraten ·
Verenigde Staten ·
Wales ·
Zambia ·
Zuid-Afrika ·
Zuid-Korea ·
Zweden ·
Zwitserland
Algerije (1982) · 
Australië (2014) · 
Brazilië (2014) · 
Honduras (2010) · 
Nederland (2014) · 
Oostenrijk (1982) · 
Spanje (2010) · 
Spanje (2014) · 
West-Duitsland (1982) · 
Zwitserland (2010)